# Rolf Engblom
Rolf Engblom, född 27 juli 1922 i Nacka, död 29 januari 2008 i Nacka, var en svensk jurist.
Rolf Engblom blev jur.kand. vid Stockholms högskola 1948, gjorde tingstjänstgöring 1948–1951 och började därefter i Kammarrätten i Stockholm, där han blev fiskal 1959, assessor 1963 och kammarrättsråd 1972. Utöver domarbanan var Engblom sekreterare för 1950 års skattelagssakkunniga 1953–1954, tjänstgjorde  i Finansdepartementet 1954–1955, var biträdande sekreterare i Bevillningsutskottet 1956–1964 och kanslichef i Bevillnings- och Skatteutskottet 1964–1978.
Rolf Engblom var regeringsråd 1978–1987.
Han var redaktör för Svensk skattetidning 1958–1989.

## Utmärkelser
- Kommendör av Nordstjärneorden, 6 juni 1970.[2]